# Bicazu Ardelean
Bicazu-Ardelean là một xã thuộc hạt Neamț, România. Dân số thời điểm năm 2002 là 4263 người.